# Thelypteris rufa
Thelypteris rufa är en kärrbräkenväxtart som först beskrevs av Jean Louis Marie Poiret, och fick sitt nu gällande namn av Alan Reid Smith. Thelypteris rufa ingår i släktet Thelypteris och familjen Thelypteridaceae. Inga underarter finns listade.